# Psoriasis

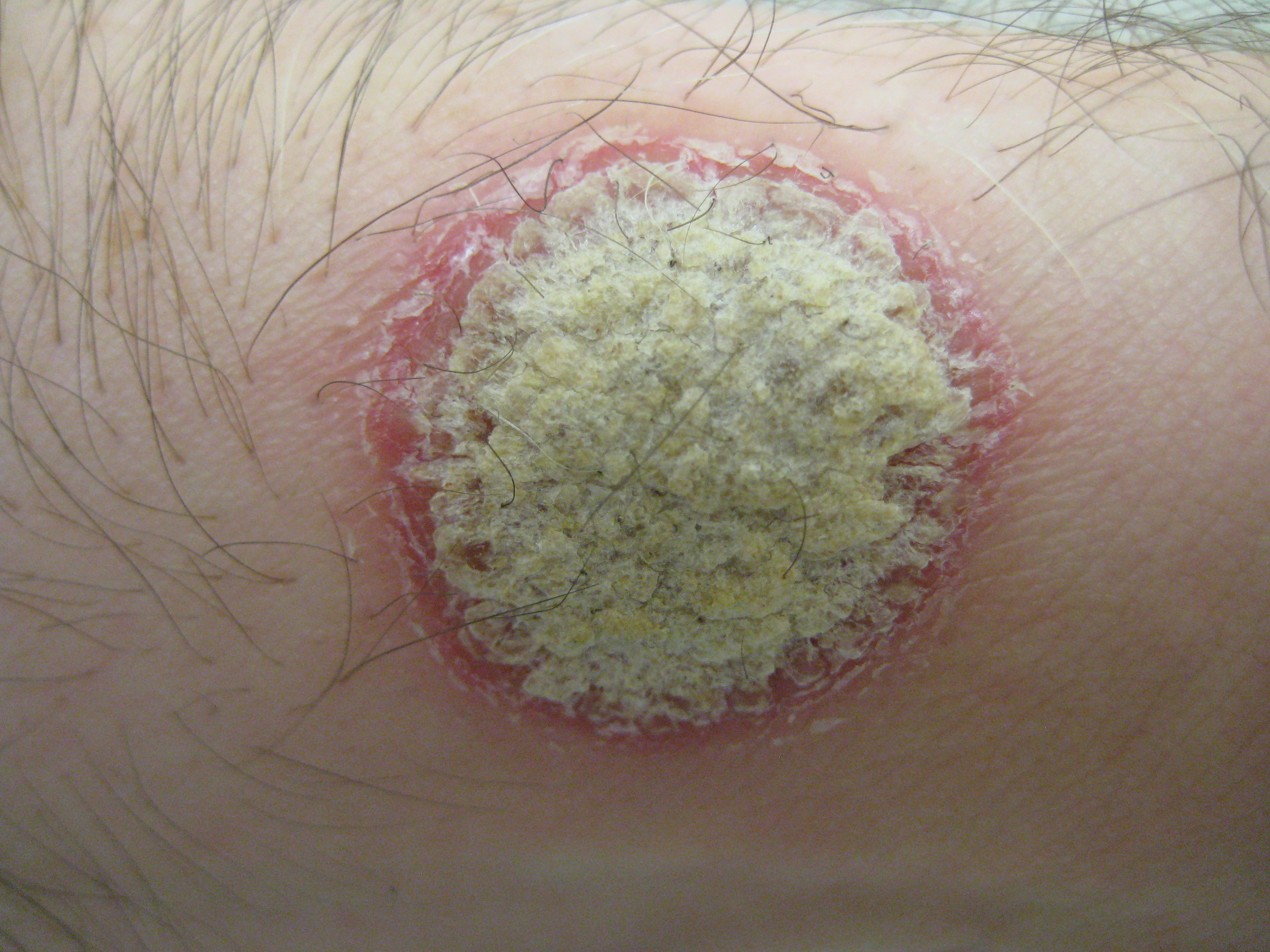
Lokaliserad plackpsoriasis

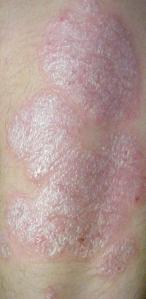
Utbredd plackpsoriasis

Psoriasis är en systemisk sjukdom med en inflammatorisk sjukdomsprocess, som framför allt orsakar utslag och fjällande hud, men som också kan påverka leder, hjärt- och kärlsystemet med mera. Sjukdomen smittar inte, men är kronisk; dock kan patienter leva symptomfria.
2–4 procent av den svenska befolkningen lider av psoriasis.

## Orsak och symptom
Psoriasis smittar inte. Psoriasis är en av de vanligaste hudsjukdomarna. En vanlig och ofta citerad siffra är att ungefär 2 till 4 procent av befolkningen har sjukdomen, men förekomsten varierar troligen något mellan olika länder. Psoriasis är en kronisk sjukdom som drabbar båda könen i samma utsträckning, dock har män oftare en svårare sjukdom. Sjukdomen visar sig vanligen först efter puberteten, men förekommer även hos barn. Tidig debut och en historia av psoriasis i släkten (typ 1-psoriasis) är riskfaktorer för aggressivare sjukdom än typ-2 psoriasis (sen debut och avsaknad av familjeanamnes).
Vid psoriasis kan man se en ökad nybildning av celler i överhuden (epidermis) parat med inflammation och ökad genomblödning i läderhuden (dermis). symptomen i huden kännetecknas av röda, fjällande och ofta kliande utslag (plack). Historiskt sett har man betraktat psoriasis som en hudsjukdom, men idag vet vi att psoriasis är en systemsjukdom i vilken immunförsvaret spelar en viktig roll, och att personer med svår psoriasis har en ökad risk för sjukdom i fler organ. Till exempel finns ett samband med metabol sjukdom med en förhöjd risk för övervikt, högt blodtryck, höga blodfetter, hjärt–kärlsjukdom och diabetes som följd. Ungefär var tredje person med psoriasis får också ledbesvär på grund av inflammation i lederna (psoriasisartrit). Sjukdomen går i skov där perioder med mindre besvär kan varvas med perioder med större besvär som kan ha stor påverkan både på individens fysiska hälsa och dennes livskvalitet. Hos personer med mer utbredd psoriasis har man på gruppnivå kunnat konstatera förlängd sänkningsreaktion (SR) och förhöjda nivåer av C-reaktivt protein (CRP), vilket stödjer teorin om systemisk inflammation. Personer med psoriasis har också en något kortare livslängd jämfört med den övriga befolkningen. Sedan år 2014 definierar Världshälsoorganisationen (WHO) psoriasis som en allvarlig kronisk sjukdom.
Risken för att utveckla psoriasis är delvis genetiskt betingad. Infektioner, vissa läkemedel eller vissa levnadsvanor som rökning och hög alkoholkonsumtion kan bidra till att utlösa eller förvärra sjukdomen. Troligen kan en person genom sin livsföring även sänka risken för att bli sjuk: i den stora amerikanska och populationsbaserade Nurse’s Health Study har man sett ett samband mellan en tillräckligt intensiv fysisk aktivitet och en lägre risk för ett insjuknande. Sambandet återfanns däremot inte hos personer som ägnade sig åt lågintensiv aktivitet som till exempel promenader. Det skulle kunna förklaras av att högintensiv aktivitet också har en större effekt på systemisk inflammation än lågintensiv.
Orsaken till psoriasis är inte helt fastställd. Det står klart att den är ärftlig, men exakt hur herediteten ser ut eller påverkar insjuknande är oklart. Det är också vedertaget att psoriasis beror på en dysfunktionell immunreaktion som har flera komponenter. En teori är att det är en autoimmun sjukdom. Belägg för den teorin utgörs bland annat av upptäckter av autoantikroppar mot keratin i blodet hos psoriasispatienter. Andra har framhållit komplexiteten för patologin: både det ospecifika och det adaptiva immunförsvaret verkar vara involverat, varför det kan verka otillfredsställande att beteckna det som en autoimmun sjukdom. Liksom i fallet med flera autoimmuna sjukdomar, hör psoriasis och dess svårighetsgrad samman med förhöjda prolaktinnivåer. Detta i motsats till atopiskt eksem, som psoriasis lätt kan förväxlas med.
Den inflammatoriska reaktionen kan till exempel utlösas av en livskris och stress, en infektion av streptokocker och symptomen kan förvärras av hudskador (Köbnerfenomenet) då psoriasis trivs och frodas i sår och på slitytor (armbågar, knäveck, händer, ovansidan av fötter).

## Klassifikation och varianter
Psoriasis kan uppträda i flera olika former som skiljer sig åt avseende hur hudförändringarna ser ut och var på kroppen de sitter. Vanligast är psoriasis vulgaris av typen plackpsoriasis med tydligt avgränsade rodnande och fjällande plack på bål, armar och ben eller i hårbotten. Mellan 75 och 80 procent av de drabbade har den formen. En annan vanlig form är guttat psoriasis med droppformade, rodnande utslag som kan uppträda akut och som förekommer hos ungefär 20 procent av de drabbade. Erytroderm, pustulös, invers och palmoplantar psoriasis är exempel på mindre vanliga former.
Samma person kan ha flera varianter och sjukdomsbilden kan också variera över livet. Svårighetsgraden varierar både mellan individer och över livet och brukar delas in i kategorierna lindrig (mild), medelsvår (moderate) och svår (severe) sjukdom där ungefär en tredjedel av drabbade har en medelsvår till svår sjukdom. Det finns inte någon entydig definition för var gränserna mellan de olika kategorierna lindrig respektive medelsvår och svår sjukdom ska dras.
Sjukdomen kan vara mer eller mindre svårbehandlad beroende var på hudkostymen den sitter. Psoriasis i hudveck (invers psoriasis), hårbotten eller på naglar kan till exempel kräva särskild behandling och längre läktid för en god behandlingseffekt.

## Diagnos
Diagnosen bygger på en klinisk undersökning av de symptom som uppvisas och det finns inte några laboratorietester som kan bekräftar psoriasisdiagnos. De karakteristiska hudförändringarna med röda och ibland kliande plack med silveraktig fjällande yta gör sjukdomen lätt att känna igen. Ibland förekommer också små gropar i naglarna. Sjukdomen diagnostiseras främst av allmänläkare i primärvården. Endast i vissa fall behöver någon remitteras vidare till specialistvård för diagnos. Svenska sällskapet för dermatologi och venereologi rekommenderar dock att vissa grupper remitteras till hudspecialist, som personer med utbredd psoriasis, barn, och personer med akuta eller svårbehandlade psoriasisformer.

## Behandling

### Utvärtes behandling
Utvärtes eller topisk behandling innebär behandling som appliceras på huden, det vill säga salvor, krämer eller geler med eller utan läkemedel. Läkemedlen verkar genom att lindra inflammation och minska cellnybildning i den angripna huden.
De läkemedel som främst används är glukokortikoider av olika styrkor (kortison) som har en antiinflammatorisk effekt, vitamin D3-analoger som hämmar cellnybildning (kalcipotriol) och kalcineurinhämmare (takrolimus och pimekrolimus) som hämmar inflammation, utan risk för hudatrofi som kortisonpreparat medför. Mjukgörande salvor och krämer, med så kallade keratolytika, innehåller fett men också andra ämnen, som till exempel salicylsyra eller mjölksyra (avfjällande) och karbamid eller propylenglykol (vätskebindande). Salvorna och krämerna stärker hudens barriärfunktion genom att avfjälla, återfukta och göra den smidig.
Utvärtes behandling med läkemedel bör kompletteras med mjukgörande och keratolytiska medel som ökar hudens genomsläpplighet, och därmed effekten av läkemedelsbehandling och av ljusbehandling.

### Ljusbehandling
Om sjukdomen är mer utbredd över hudytan och närmar sig medelsvår grad räcker ofta utvärtes behandlingen inte, och man kan överväga ljusbehandling eller systemisk behandling.
Ultraviolett strålning har använts åtminstone sedan 1950-talet. Hur behandlingen fungerar är inte helt känt, men en teori är att strålningen påverkar immunförsvaret och den inflammatoriska aktiviteten. Det finns flera former av ljusbehandlingar som skiljer sig åt avseende typen av strålning (UVA eller UVB) och kombination med läkemedel som påverkar hudens känslighet för strålningen. De metoder som främst används inom svensk hälso- och sjukvård idag är smalbands-UVB och PUVA.
- Smalbands-UVB är en ren ljusbehandling där UVB-lysrören avger ljus inom ett smalt spektrum (ungefär 311 nanometer). Behandlingen ges två till tre gånger per vecka till dess att önskad effekt uppnåtts.[9] I genomsnitt behövs cirka tre månaders behandling för att uppnå utläkning av de behandlade placken. Tidigare var bredbands-UVB (med ljus inom spektrumet 290–320 nanometer) vanlig, men den behandlingen har nu nästan helt ersatts av smalband som visat sig mer effektiv och medför en lägre risk för cancerutveckling.[9]
- PUVA kombinerar ljusbehandling med UVA och läkemedlet psoralen. Inför ljusbehandlingen ges psoralen antingen systemiskt i formen av en tablett, några timmar före ljusbehandlingen; eller utvärtes i formen av ett bad direkt före.[9] Psoralen tillhör en grupp substanser som kallas furokumariner och som förekommer naturligt i olika växter. Psoralen ökar hudens ljuskänslighet och därmed effekten behandlingen.[9]
- Även UVB-behandling kan kombineras med läkemedel som ökar hudens känslighet för strålning. ReUVB kombinerar ljusbehandling med UVB och acitretin.[9]

### Systemisk behandling
Vid mer uttalade symptom eller en svårbehandlad sjukdom används systemiska läkemedel som ger effekt i hela kroppen. De syftar att häva de inflammatoriska processer som underhåller sjukdomen. Systemiska behandlingar kan delas in i syntetiska respektive biologiska läkemedel. Till de biologiska läkemedlen kan man lägga biosimilarer.

#### Syntetiska läkemedel
De systemiska läkemedel man prövar i första hand är metotrexat och acitretin. Ciklosporin och det nytillkomna läkemedlet apremilast rekommenderas först om andra konventionella läkemedel inte har tillräcklig effekt. Fumarsyra kan användas till de som inte svarat på annan systemisk behandling eller när annan behandling inte är lämplig.
- Metotrexat har använts sedan 1950-talet och är ofta det första systemiska läkemedel man prövar.[9] Metotrexat är en folsyraantagonist som förhindrar att folsyra reduceras till folinsyra i kroppen.[9] Metotrexat hämmar immunförsvaret och minskar inflammation.[9] Den dos som används för behandling av psoriasis är låg, men medlet kan i sällsynta fall påverka blodbilden genom att minska nybildningen av blodceller i benmärgen och ge leverskador eller orsaka interstitiell pneumonit (en allvarlig form av lunginflammation).[9] Vanliga biverkningar under behandlingen är illamående, trötthet och huvudvärk.[9] Det rekommenderas att man ger tillägg av folsyra under behandlingen som kan motverka leverrelaterade biverkningar och symptom från mag–tarmkanalen.[9] Kvinnor som behandlas med metotrexat behöver skydda sig för att undvika graviditet eftersom metotrexat kan skada fostret.[9]
- Acitretin är en retinoid, eller en syntetisk form av A-vitamin, som påverkar celldelningen och på den vägen hämmar cellnybildning och immunsystemet. Lång klinisk erfarenhet visar att behandling med acitretin kan ha god effekt vid flera olika former av psoriasis och på svårbehandlade delar av hudytan som på händer och fötter med tjocka och hårda plack.[9] Under behandlingen är det vanligt med torr hud och muntorrhet. Den behandlade kan även drabbas av håravfall, ledvärk och förhöjda blodfetter.[9] I sällsynta fall kan en svår leverskada utvecklas. Acitretin är starkt fosterskadande och går inte att förena med graviditet, varken under behandling eller så lång tid som inom tre år efter avslutad behandling.[9] Därför är det viktigt att kvinnor i fertil ålder väger in det vid valet av behandling.
- Ciklosporin är en kalcineurinhämmare som påverkar frisättningen av cytokiner (proteiner som bär information mellan celler) i blodet och på den vägen hämmar immunsystemet och inflammation. Ciklosporin används främst vid svår psoriasis när andra systemiska behandlingar inte hjälpt tillräckligt och då enbart under en kort tid. Ciklosporin kan skada njurfunktionen och bidra till högt blodtryck. Andra kända biverkningar är risk för ökad behåring på olika kroppsytor och gingival överväxt, det vill säga en ökning av volymen tandkött i munhålan som kan påverka förmågan att äta, tugga och tala.
- Fumarsyra har före hösten 2017 använts endast sparsamt i Sverige och då kunnat förskrivas enbart på licens. Nu är det godkänt för behandling av medelsvår till svår psoriasis. Den aktiva substansen i läkemedlet är dimetylfumarat (DMF) som är en spjälkningsprodukt av fumarsyra. Dimetylfumarat har i studier visat sig hämma immunsvaret och omsättningen av cytokiner, men verkningsmekanismen är inte helt känd. Biverkningar från mag–tarmkanalen som magont, gasbildning, illamående och diarré är vanliga under behandling, liksom huvudvärk, svettningar och hudrodnad. Mindre vanligt är njurpåverkan med proteiner i urin och förhöjda kreatininvärden eller förhöjda levervärden. Enstaka fall av multifokal leukoencefalopati, en svår kronisk och progressiv hjärnsjukdom, har rapporterats och kunnat kopplas till en längre tids låga lymfocytnivåer i blodet. Antalet lymfocyter behöver därför följas under behandlingen.
- Apremilast är ett relativt nytt läkemedel som godkändes för behandling av medelsvår till svår psoriasis våren 2015.[9] Apremilast är en fosfodiesteras 4-hämmare som dämpar immunsvaret och frisättningen av cytokiner och på det sättet minskar inflammation.[9] Apremilast rekommenderas för närvarande för behandling när annan konventionell systemisk behandling eller ljusbehandling inte gett önskad effekt.[9] Biverkningar från mag–tarmkanalen som diarré och illamående är vanliga under behandlingen. Man har också kopplat läkemedlet till en ökad risk för psykiska störningar som sömnsvårigheter och depression (enstaka fall av självmord hos personer under behandling har inträffat), vilket gjort att läkemedelsföretaget för närvarande rekommenderar vaksamhet på psykiska symptom och behandlingsavbrott vid försämring.[9]

#### Biologiska läkemedel
Beteckningen biologisk står för att den aktiva substansen i läkemedlet har producerats i, eller renats fram ur, levande celler eller vävnad. Biologiska läkemedel behöver generellt sett ges som injektion i underhuden eller som infusion direkt in i blodbanan eftersom de består av större molekyler än tarmen klarar av att absorbera. Läkemedlen stannar kvar i kroppen länge och behandlingarna behöver därför upprepas först efter någon vecka upp till några månader beroende av substans.
Biologiska läkemedel brukar prövas först efter det att det visat sig att ljusbehandling och konventionella syntetiska läkemedel inte hjälper tillräckligt bra. De substanser som är aktuella vid behandling av psoriasis tillhör alla utom etanercept, som är en TNFα-receptor, gruppen monoklonala antikroppar. De är kroppsegna proteiner som hämmar frisättningen av olika cytokiner och därmed inflammation. De olika substanserna kan delas in i grupper beroende av den typ av cytokokiner de hämmar. De substanser som används för behandling av psoriasis är TNF-hämmare, interleukin 12/interleukin 23-hämmare och interleukin 17-hämmare. Läkemedlen påverkar viktiga delar av immunförsvaret vilket medför en risk för allvarliga biverkningar och uppblossande infektioner. Inför behandling rekommenderas kontroll att den behandlade är fri från kroniska infektioner som hepatit och tuberkulos. Precis som annan behandling av psoriasis bidrar biologiska läkemedel till att kontrollera symptom, men botar inte. Om behandlingen avbryts får man räkna med att symptomen återkommer efter några månader.
- TNF-hämmare hindrar frisättningen av TNFα, ett cytokin som spelar en viktig roll vid flera inflammatoriska sjukdomar. Substanserna inom den här gruppen var de som först började användas för behandling av psoriasis och som man därför har längst klinisk erfarenhet av och är de som man brukar pröva först.[9] Vanliga biverkningar är en ökad risk för infektioner och hudreaktioner vid insticksstället för injektionen. Andra men sällsynta biverkningar är opportunistiska infektioner, förhöjda levervärden, förändringar av blodbilden och neurologiska symptom. Tre TNF-hämmare är för närvarande godkända för behandling av medelsvår till svår psoriasis i Sverige: adalimumab, etanercept, infliximab[9]  Ytterligare en substans inom gruppen TNF-hämmare var under prövning år 2018, certolizumab pegol.[9]
- Tre olika interleukin-17-hämmare (som hämmar frisättningen av IL 17) finns registrerade för behandling av psoriasis: brodalumab, ixekizumab och sekukinumab.[9] Som för övriga biologiska substanser kan behandling med IL-17-hämmare leda till en ökad risk för infektion. Till exempel har man sett svamp- och herpesinfektioner i munhålan. Reaktioner från mag–tarmkanalen förekommer också med diarré och illamående. En särskild risk som har tagits upp för IL17-hämmare är en möjlig påverkan på det psykiska välbefinnandet: självmordstankar och i några fall även fullbordade självmord har rapporterats hos personer med tidigare historia av depression.[9]
- Inom gruppen interleukin 12/23-hämmare, som hämmar frisättningen av IL12 och IL23, är bara en substans godkänd för psoriasis. Ustekinumab ges i två olika doser beroende av patientens vikt, i en injektion i underhuden inledningsvis en gång i månaden och därefter en gång var tredje månad.[9] Vanliga biverkningar är som för andra biologiska läkemedel en ökad infektionskänslighet och hudreaktioner vid insticksstället för injektionen. Mindre vanligt är neurologiska symptom eller psykiska reaktioner med depression. Ytterligare tre substanser: guselkumab, tildrakizumab och risankizumab – samtliga specifika IL-23-hämmare – var under prövning år 2018 för att godkännas för psoriasis.[9]

#### Biosimilarer
Biosimilarer är läkemedel som innehåller en version av den aktiva substansen i ett godkänt biologiskt läkemedel (referensläkemedel). Biosimilarer motsvaras närmast av det som för syntetiskt tillverkade läkemedel kallas generika, en kopia av originalsubstansen som kan tillverkas av konkurrerande läkemedelsföretag efter det att patentet på originalsubstansen har gått ut. Från vårdens sida utgör similaren ofta ett billigare behandlingsalternativ än referensläkemedlet. För två av de biologiska läkemedlen som används för behandling av psoriasis finns biosimilarer registrerade: för etanercept och för infliximab. Godkännandeprocessen för biosimilaren skiljer sig från andra läkemedel eftersom det som krävs är att visa att dess kemiska egenskaper, hur den fungerar i kroppen och dess effekt och säkerhet är jämförbar med referensläkemedlet. Efter godkännande kan biosimilaren användas som ett alternativ till referensläkemedlet. För närvarande anger läkemedelsverket att det är den förskrivande läkaren som i samråd med patienten väljer behandling, eller byte från referensläkemedlet till biosmilaren (switch). Man avråder från upprepade byten (multipla switchar) mellan den biologiska substansen och biosimilaren på grund av risken för att det skulle kunna trigga immunologiska reaktioner.

### Behandlingseffekt
En hög andel av de personer som behandlas med biologiska läkemedel uppnår en betydelsefull förbättring av psoriasis i huden efter tre till fyra månaders behandling. Med de syntetiska läkemedlen metotrexat och apremilast uppnår en del personer en sådan förbättring.
Behandling som leder till förbättring av psoriasis i huden förbättrar även livskvaliteten.
Det saknas tillräckligt välgjorda behandlingsstudier för att avgöra effekten av ljusbehandling och av de syntetiska läkemedlen acitretin, ciklosporin och fumarsyra på medelsvår och svår psoriasis, men det finns långvarig klinisk erfarenhet av att använda de behandlingarna.

## Förlopp och komplikationer
Psoriasis kan ge allt från lindriga till svårt funktionsnedsättande besvär. Livskvaliteten kan vara starkt påverkad och sjukdomen bidra till både sociala och yrkesmässiga inskränkningar. De synliga hudförändringarna kan uppfattas som obehagliga av omgivningen och bidra till social isolering och särbehandling. Även behandlingen av sjukdomen kan få sociala konsekvenser som till exempel när man behöver använda salvor eller krämer som luktar illa och missfärgar hud och kläder. Behandlingen kan också ta mycket tid i anspråk. Sjukdomen kan därför leda till högre sjukfrånvaro och påverka både arbete och karriärmöjligheter.Personer med psoriasis har också en högre risk för psykisk ohälsa och depression jämfört med befolkningen i stort.